# Habitatge a la plaça Nova del Vall, 2 (Tortosa)
L'Habitatge a la plaça Nova del Vall, 2 és una obra del municipi de Tortosa (Baix Ebre) inclosa en l'Inventari del Patrimoni Arquitectònic de Catalunya.

## Descripció
Es tracta d'un edifici que mira al carrer Plaça Nova del Vall, Plaça del Pont de Pedra i carrer Bonaire. Consta de planta, tres pisos i golfes, a sobre de les quals hi ha terrat en lloc de teulada. Interessa només la façana que mira al carrer de la Plaça Nova, amb arrebossat de decoració modernista, perquè les altres dues presenten un recobriment totalment llis. A la façana frontal s'obre una tribuna en els tres pisos, mentre que a l'altra lateral hi ha balcons seguint la mateixa distribució que la primera.
La façana modernista té la planta arrebossada modernament. En els pisos aquest simula carreus encoixinats, tornant-se llis a la part de les golfes, on un fris horitzontal de garlandes en relleu recorre el mur. També hi ha garlandes decoratives a la part superior de les finestres, que queden emmarcades en els laterals per pilastres simulades d'inspiració classicista. Els balcons, només en els extrems dels dos primers pisos, tenen la base de pedra sostinguda per dues mènsules. La barana del terrat és llisa, sense cap mena de decoració.